# Pentax K-01
Pentax K-01 (пентакс ка-ноль-один) — беззеркальный цифровой системный фотоаппарат марки «Пентакс». Автор дизайна Марк Ньюсон. В отличие от всех других беззеркальных систем, K-01 оснащён байонетом K, созданным для зеркальных фотоаппаратов. С одной стороны, это позволяет использовать без адаптеров более двухсот объективов с таким креплением, выпущенных в течение нескольких десятилетий, с другой — необходимость сохранить большой рабочий отрезок привела к тому, что K-01 стал самым крупным из всех цифровых беззеркальных системных фотоаппаратов.
Вследствие того, что сенсор фотоаппарата имеет формат APS-C, эквивалентное фокусное расстояние объективов возрастает приблизительно в 1,5 раза.
С появлением модели K-01 марка Pentax стала единственной, предлагающей сразу две беззеркальных системы. Появившийся в 2011 году Pentax Q стал самым компактным и лёгким системным цифровым фотоаппаратом, в то время как K-01 рассчитан как на фотолюбителей, которым нужен простой в управлении, но не ограниченный в творческом потенциале фотоаппарат, так и, в качестве второй камеры, на профессионалов, использующих оптику с байонетом K.
В камере используется тот же сенсор, что и в старшей модели Pentax К-5, а также идентичный аккумулятор.
Фотоаппарат представлен 2 февраля 2012 года и выпущен в продажу 12 марта. Рекомендованная стоимость Pentax K-01 в США на момент начала продаж составляла 750 долларов за комплект без объектива и 900 долларов за версию с обновлённым объективом smc PENTAX-DA 40mm F2.8 XS, который доработан специально для K-01 и является, по утверждению производителя, самым тонким сменным объективом для цифровых фотоаппаратов. Стоимость объектива отдельно составляет 250 долларов.
В феврале 2013 года на японском сайте компании модель была отмечена, как «снятая с производства»
. При этом на американском сайте она предлагалась за 350 долларов в версии без объектива и за 450 долларов с объективом smc PENTAX-DA 40mm F2.8 XS.

## Награды
Pentax K-01 получил золотую награду German Design Award 2013 в номинации Lifestyle.